# Романов, Владимир Павлович (Герой Социалистического Труда)
Владимир Павлович Романов (1915—2002) — горный инженер, начальник комбината «Кузбассуголь» (1961—1978), академик Российской горной академии, директор фонда «Шахтёрская память», почётный гражданин Кузбасса. Герой Социалистического Труда.

## Биография
Родился 12 (25) июня 1915 года в селе Верхние Деревеньки (ныне Льговского района Курской области). В 1933—1937 годах учился в горном техникуме города Прокопьевска Кемеровской области.
Окончив обучение, получил специальность «горный техник», после чего работал на шахте № 5 треста «Киселёвскуголь»: горным мастером, начальником участка, помощником главного инженера, главным инженером, в 1937—1948 годах — директором шахты. С 1948 по 1951 годы возглавлял коллектив шахты имени Орджоникидзе в городе Новокузнецке Кемеровской области. Затем в 1951—1954 годах был директором шахты имени И. В. Сталина (впоследствии — «Коксовая») в Прокопьевске.
С 1954 по 1957 годы В. П. Романов проходил обучение на Высших инженерных курсах при Томском политехническом институте по специальности «горный инженер», а затем был назначен управляющим трестом «Киселёвскуголь» (1957—1961 годы). С 1961 по 1978 годы он — начальник комбината «Кузбассуголь».
За 10 лет, с 1960 по 1970 годы, объём добычи угля на комбинате возрос с 66 до 83 миллионов тонн. При Романове в угольной отрасли стали широко внедряться механизация и автоматизация, пошло движение бригад — «пятисоттысячников» и «миллионеров».
В 1978—1990 годах В. П. Романов — директор Кемеровского филиала института повышения квалификации руководящих работников и специалистов Министерства угольной промышленности СССР. С 1994 года он являлся директором фонда «Шахтёрская память», который был создан по настоянию генеральных директоров акционерных обществ «Кузбассуголь», «Кузбассинвестуголь» и генеральных директоров всех угольных объединений Кузбасса. Благодаря своему огромному личному авторитету В. П. Романов сумел изыскать за это время для вдов и детей погибших горняков свыше 6 миллионов рублей, организовать выпуск «Книги памяти» о погибших шахтёрах Кузбасса.
Скончался 6 ноября 2002 года.
Его биография была запечатлена в книге "Пласт углекаменный". 

## Награды и Звания
- Указом Президиума Верховного Совета СССР от 29 июня 1966 года за развитие угольной промышленности Кузбасса Романову Владимиру Павловичу присвоено звание Героя Социалистического труда с вручением ордена Ленина и золотой медали «Серп и Молот».
- Награждён орденом Ленина (1966), орденами Трудового Красного Знамени (1970) и Почёта (1995), девятью медалями, в том числе двумя — За трудовую доблесть.
- Дважды удостоен почётного звания «Заслуженный шахтёр России». Полный кавалер трёх степеней ордена «Шахтерская слава».